# IC 182
IC 182 ist eine Balken-Spiralgalaxie vom Hubble-Typ SBb im Sternbild Fische auf der Ekliptik. Sie ist schätzungsweise 213 Millionen Lichtjahre von der Milchstraße entfernt und hat einen Durchmesser von etwa 55.000 Lj.
Im selben Himmelsareal befinden sich u. a. die Galaxien NGC 766 und IC 1772.
Das Objekt wurde am 5. Dezember 1893 vom französischen Astronomen Stéphane Javelle entdeckt.